# Liolaemus baguali
Liolaemus baguali — вид ігуаноподібних ящірок родини Liolaemidae. Ендемік Аргентини. Описаний у 2010 році.

## Поширення і екологія
Liolaemus baguali відомі з типової місцевості, розташованої на горі Сьєрра-дель-Багуаль, в провінції Санта-Крус. Вони живуть на вулканічних базальтових схилах та на луках. Зустрічаються на висоті від 600 до 1200 м над рівнем моря. Живляться комахами, є живородними.